# Pommern (Schiff, 1903)

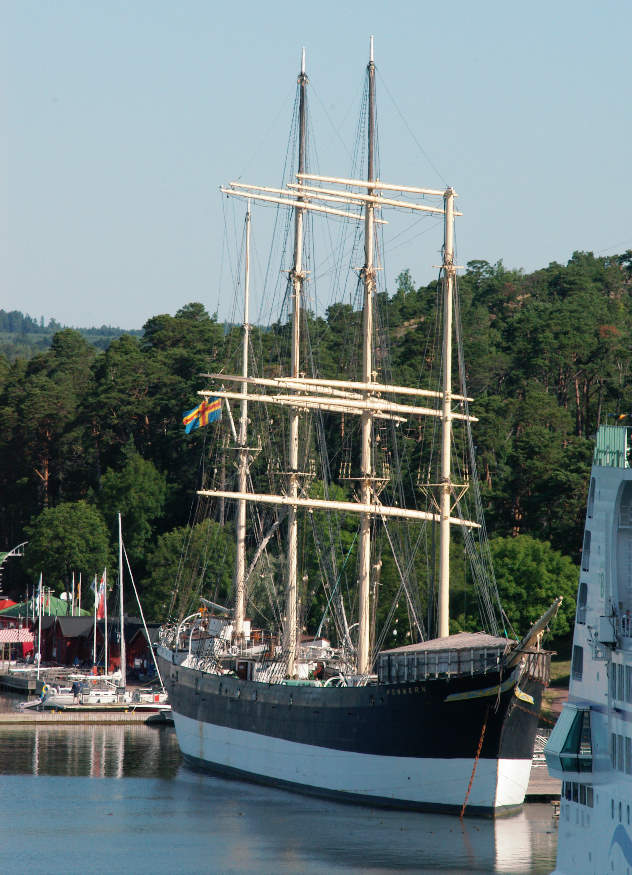
Museumsschiff Pommern im Juli 2005

Die Pommern ist eine 1903 unter dem Namen Mneme gebaute stählerne Viermastbark mit Jubiläumsrigg. Sie liegt heute als Museumsschiff des Ålands sjöfartsmuseum im finnischen Mariehamn auf den Åland-Inseln.

## Beschreibung
Das Schiff lief 1903 auf der Werft J. Reid & Co. im schottischen Glasgow für die Hamburger Reederei B. Wencke Söhne (1873–1906), deren Tradition es war, ihre Schiffe nach griechisch-mythologischen Gestalten zu benennen,  unter dem Namen Mneme vom Stapel. Aus Kostengründen wurde der Segler ohne Royalsegel getakelt, sie fuhr demnach ein Jubiläumsrigg als Viermastbark: Die Schiffsmasten aus Stahl bestanden aus Untermast mit Mars- und Bramstengen, an diesen wiederum jeweils geteilte Mars- und Bramsegel. Der Besanmast war als Pfahlmast ausgeführt. Der Stahlrumpf war schwarz mit weißem Wasserpass. Als Glattdecker hatte sie ihr 1,6 m großes Steuerrad mit Ruderhaus in Hecknähe angebracht.

## Geschichte
Die ersten vier Rundreisen führten das Schiff unter der weißen Hausflagge mit schwarzem „BW Sne“ der Hamburger Reederei zur Salpeterküste Chiles - ausreisend beladen mit Kohle, heimreisend mit Salpeter. Die Viermastbark wurde nach dem Tod des Reeders Friedrich Wencke, des Sohnes des Firmengründers Bernhard Wencke, und nach der Schließung der Reederei gemäß dem letzten Willen des Reeders am 30. Januar 1906 an die Hamburger Rhederei Actien-Gesellschaft von 1896 und am 27. November des gleichen Jahres weiter an die Reederei F. Laeisz verkauft. Da es bei F. Laeisz üblich war, allen Schiffen der Reederei seit 1876 einen mit „P“ beginnenden Namen zu geben (die legendären sog. Flying P-Liner), erhielt das Schiff den Namen Pommern, unter dem es heute noch bekannt ist. Unter F. Laeisz wurde Kapitän Magnus Friedrich Johann Allwardt ihr erster Schiffsführer. 1911 hatte die Pommern eine seltene Kollision mit einer anderen Viermastbark, der britischen Engelhorn (J. R. de Wolf & Son, Liverpool), die glimpflich ablief – beide Schiffe wurden zur Reparatur nach Hamburg eingeschleppt und konnten ihre Reise danach wieder fortsetzen. 1914 musste Kapitän Johann Frömcke wegen schwerer Krankheit von seinem 1. Offizier, Kapitän Hans Iversen Ravn, vom Kommando entbunden werden, der das Schiff bis 1921 führte. Bis zu diesem Jahr blieb sie bei der berühmten Reederei, kam danach als Kriegsreparation nach Griechenland. Am 28. Mai 1923 kaufte der finnische Großreeder Gustaf Erikson die Pommern. Seither war ihr Heimathafen Mariehamn auf den finnischen autonomen Åland-Inseln, und die weiße, mit schwarzem, nach links gekipptem „GE“ gezeichnete Hausflagge der Rederi A/B Gustaf Erikson wehte über dem Schiff. Sie fuhr nun in der Weizenfahrt zwischen Australien und Europa. Während des Zweiten Weltkrieges – sie kehrte kurz vor dessen Ausbruch am 21. August 1939 von einer Australien-Reise via Kap der Guten Hoffnung über Hull zurück – wurde sie in Mariehamn aufgelegt, gegen Ende des Krieges im Sommer 1944 aus Sicherheitsgründen nach Stockholm verlegt und als Getreidespeicher eingesetzt. 1945 kehrte sie mit einer Getreideladung, die in Åbo gelöscht wurde, in ihren Heimathafen unter Schlepp zurück. Das war ihre letzte Reise unter der Erikson-Flagge. Nach Eriksons Tod am 15. August 1947 schenkten sein Sohn und dessen Frau Solveig am 22. Januar 1953 die Pommern ihrer Heimatstadt Mariehamn, in der sie heute noch in alter Pracht als Museumsschiff zu besichtigen ist. Auflage war, das Schiff unverändert zu erhalten. Die Pommern wurde 1968 nach Schäden am Unterwasserschiff im Trockendock von Åbo repariert. 1975 erfolgte eine Präsentation in Stockholm. Weiteren Instandsetzungsarbeiten wurde sie im selben Jahr, 1987 und 1996 in Stockholmer Werften unterzogen, um ihren erstklassigen Erhaltungszustand zu gewährleisten – weitere Überholungen folgten. Sie gilt als einzige vollständig im Originalzustand erhaltene Viermastbark.

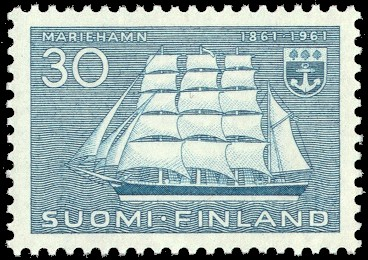
100 Jahre Mariehamn mit Pommern 1961

1961 wurde die Pommern prägendes Motiv der zum 100-jährigen Bestehen von Mariehamn herausgegebenen Sondermarke, die Pommern selbst wurde durch Åland-Inseln zu ihrem 100-jährigen Jubiläum mit einer eigenen Briefmarke geehrt.

## Schiffsdaten
- Konstruktion: Stahlrumpf als Glattdecker; Untermasten und Marsstenge ein Stück, Besanmast als Pfahlmast mit einer Gaffel
- Rigg: Viermastbark, doppelte Mars- und Bramrahen, keine Royalsegel (Jubiläumsrigg)
- Stapellauf: 24. Februar 1903
- Anzahl der Decks: zwei durchgehende Stahldecks, dazu Poop und Back; oberstes Deck mit Teakholz beplankt
- Mastfolge: Fock-, Groß-, Kreuz- und Besanmast
- Jungfernfahrt: Mai 1903 nach Valparaíso
- Unterscheidungssignal: RNCK (deutsch); TPMW / OHQW (finnisch)
- Bauwerft: John Reid & Co.; Port Glasgow, Schottland
- Reederei: B. Wencke Söhne, Hamburg
- weitere Reedereien: Rhederei-Actien-Gesellschaft von 1896, Hamburg (1906); F. Laeisz, Hamburg (1906); Rederi A/B Gustaf Erikson, Mariehamn (1923);
- weitere Namen: Mneme (1903); Pommern (1906)
- Heimathafen: Hamburg; Mariehamn (Åland; 1923)
- Galionsfigur: ja, Figur der „Mneme“
- Länge über alles: 106,5 m
- Länge Galion-Heck (Rumpflänge): 96 m
- Länge auf Deck: 89,8 m
- Breite: 13,2 m
- Raumtiefe: 7,6 m
- Seitenhöhe: 8,04 m
- Tiefgang: 6,82 m
- Vermessung: 2.376 BRT (Bruttoregistertonnen) / 2.144 NRT (Nettoregistertonnen)
- Verdrängung: 5.460 t (Schiffsmasse 1.450 t und Ladung)
- Ladekapazität/Tragfähigkeit: 3.950 tons (1 ton = 1,016 t)
- Segelfläche: 3.240 m² (28 Segel: 15 Rahsegel, 3 Besane, 10 Stagsegel)
- Masthöhe: 53,7 m (Flaggenknopf – Kiel); 46,3 m (Flaggenknopf – Deck)
- Hilfsmaschine: keine
- Erster Schiffsführer: J. Hansen (B. Wencke & Söhne)
- weitere Kapitäne: P. Petersen (B. Wencke & Söhne, Rhederei-Act. von 1896); Magnus Fried. Joh. Allwardt, Joh. Frömcke, Hans Iversen Ravn (FL); Valfrid Gustafsson, Edvard Johnsson, Carl Granith, Karl Broman (Reederei Erikson)
- Besatzung: 26 Mann
- Höchstgeschwindigkeit: 16 kn